# 長野県の市町村歌一覧
長野県の市町村歌一覧（ながのけんのしちょうそんかいちらん）は、日本の長野県に属する市町村で制定されている、もしくは過去に制定されていた市町村歌などの自治体歌やそれに準じた楽曲の一覧である。なお、一覧の順序は全国地方公共団体コード順による。

## 概説
長野県では1900年（明治33年）に発表され、1968年（昭和43年）に正式な県民歌として制定された「信濃の国」が全国最高水準の圧倒的な普及率を誇っていることで有名であるが、市町村の自治体歌については温度差がある。県庁所在地の長野市では明治期から市歌が制定されていたが戦後に代替わりを繰り返して現在のものは3代目となっており、また松本市や諏訪市では戦前に制定された市歌が形式上は存続しながらも演奏の機会がほとんど無く半ば忘れ去られた状態に、さらに平成の大合併以前から存在している大町市や塩尻市では今なお未制定となっている。平成の大合併で新たに誕生した自治体では、合併からの節目を記念した新市歌の制定が相次いでいる。
町村部では町民・村民音頭のみを作成しているところが多いが、青木村や喬木村のように明治・大正期に作られた村歌が現在もなお歌い継がれている事例も見られる。

## 市部
長野市
- 長野市市歌[1] - 1967年（昭和42年）3月29日制定

作詞：戸枝ひろし 補作：寺山修司 作曲：米山正夫
篠ノ井市など7市町村との新設合併記念。3代目（新設合併後の長野市としては初代）の市歌である。
松本市
- 松本市歌[2] - 1940年（昭和15年）7月31日制定

作詞：高野辰之 作曲：信時潔
戦後は歩兵第50連隊の兵営などを取り上げた3番の歌詞が不適切であるとして演奏されなくなり「まぼろしの市歌」とも呼ばれているが、同じく3番の一節に含まれる「学都」は現在も松本市の雅称とされている。歌詞・旋律とも著作権の保護期間を満了（パブリックドメイン）。
- この街を忘れない[3] - 1997年（平成9年）発表

作詞・作曲：黒岩玲子
市制90周年記念市民愛唱歌。
上田市
- 上田市民の歌 - 1969年（昭和44年）制定

作詞：林辺千尋 作曲：丑山賢二 編曲：西脇久夫
新設合併前の（旧）上田市の市制50周年を記念して制定された3代目の市歌である。上田市・丸子町・真田町・武石村合併協議会では新設合併後の市歌の扱いについて特に取り決めが実施されなかったため現在の地位は不明確であるが、引き続き演奏されている。
岡谷市
- 岡谷市歌[4] - 1954年（昭和29年）11月3日制定

作詞：小浜梅窓 補作：尾崎喜八 作曲：堀内敬三
飯田市
- 飯田市歌 - 1937年（昭和12年）4月25日制定

作詞：犬塚利国 補作：飯田景応 作曲：堀内敬三
東京日日新聞社が市制施行を記念して選定し、市に寄贈した。
- 飯田市市歌 - 1952年（昭和27年）制定

作詞：宮脇至 補作：西條八十 作曲：堀内敬三
信越放送記念祭市歌の1曲。
「飯田市歌」「飯田市市歌」のいずれも1957年（昭和32年）の新設合併以降は「慣例上の市歌」として引き継がれている。
諏訪市
- 諏訪市市歌 - 1941年（昭和16年）制定[5]

作詞：藤田富雄 補作：西條八十 作曲：堀内敬三
市制施行記念。松本市と同様に戦後は演奏されなくなった。
須坂市
- 須坂市民歌[6] - 1957年（昭和32年）10月制定

作詞：南沢次勇 補作：大木惇夫 作曲：山田耕筰
長野電鉄須坂駅のホームで演奏される。
小諸市
- 小諸 わが想い出[7] - 2006年（平成18年）発表

作詞：永六輔 作曲・編曲：小林亜星
伊那市
- 伊那市の歌[8] - 1959年（昭和34年）発表、1999年（平成11年）11月制定

作詞：宮脇至 補作：佐伯孝夫 作曲：高木東六
新設合併に際して旧市の市歌を継承することで合意し、2007年（平成19年）12月1日付で改めて制定された。
駒ヶ根市
- 駒ヶ根市の歌[10] - 1964年（昭和39年）7月1日制定

作詞：根本基之 作曲：今井光也
中野市
- 空みあげて - 2014年（平成26年）11月9日発表[11]

作詞：麻衣 作曲：松本俊明 編曲：宮野幸子
新設合併10周年記念イメージソング。
大町市
- （未制定）

八坂村・美麻村の編入合併に当たって新規に市歌を制定する方針が確認されたが、実現していない。
飯山市
- （不明）

茅野市
- 茅野市の歌 - 1964年（昭和39年）制定

作詞：藪田義雄 作曲：松本民之助
塩尻市
- （未制定）

佐久市
- 佐久・わが市[13] - 1981年（昭和56年）7月5日制定

作詞：山川啓介  作曲：神津善行
臼田町・浅科村・望月町との新設合併に際して旧市の市歌を継承することが確認され、2005年（平成17年）4月1日付で改めて制定された。
千曲市
- 千曲市歌[15] - 2010年（平成22年）3月制定

作詞：金子双葉 補作：神尾直子（市歌制定委員会）・新実徳英 作曲：新実徳英
東御市
- （未制定）

東部町・北御牧村合併協議会では合併後の市歌制定については特に取り決めが実施されなかったが、市民有志が2015年（平成27年）の合併10周年を機に市歌制定を提唱している。
安曇野市
- 水と緑と光の郷[17] - 2015年（平成27年）10月4日制定

作詞：保岡直樹 作曲・編曲：飯沼信義
合併10周年記念。

## 町村部
南佐久郡小海町
- 小海町の歌[18]

作詞：篠原杜子城 作曲：秋山雄三
南佐久郡川上村
- 川上小唄

作詞：吉澤善教 作曲：大村能章
南佐久郡南牧村
- 愛しき八ヶ岳

作詞・作曲：佐藤宗幸
村イメージソング。
南佐久郡南相木村
- 南相木音頭

南佐久郡北相木村
- 北相木音頭 - 1989年（平成元年）発表

作詞・作曲：佃清風
村制100周年記念。別名の「ホイホイ北相木」でも知られる。
南佐久郡佐久穂町
- （未制定）

佐久町・八千穂村合併協議会では、合併後の町歌制定については特に取り決めが実施されなかった。
北佐久郡軽井沢町
- 軽井沢音頭[19] - 1934年（昭和9年）発表

作詞：西條八十 作曲：中山晋平
同名の楽曲は他にも日本コロムビア発売の「軽井沢音頭」（作詞：菊田一夫 作曲：古関裕而）や「信州軽井沢音頭」など複数存在するが、一般的に広く知られているのは小唄勝太郎が歌唱するビクターレコード発売の「軽井沢音頭」である。
北佐久郡御代田町
- 御代田賛歌 心のふるさと

作詞：堀篭富美子 作曲：亀山法男
北佐久郡立科町
- たてしな音頭

小県郡青木村
- 常盤のみどり

元は青木尋常高等小学校（現在の青木村立青木小学校）校歌。
小県郡長和町
- 美しい町に住む人は - 2008年（平成20年）制定

作詞：林真理子 作曲：三枝成彰
諏訪郡下諏訪町
- 下諏訪町の歌[20] - 1963年（昭和38年）6月30日制定

作詞：笠原博夫 作曲：堀内智司
諏訪郡富士見町
- 結ぶ糸

作詞：山本房夫 作曲：江口浩司
諏訪郡原村
- 原村の歌 - 1972年（昭和47年）11月10日制定[21]

作詞：小口雄一郎 作曲：高橋俊夫
上伊那郡辰野町
- 辰野町町歌[22] - 1965年（昭和40年）4月25日制定

作詞：小沢博也 作曲：平井康三郎
上伊那郡箕輪町
- 箕輪町の歌[23] - 1965年（昭和40年）4月5日制定

作詞：藤沢古実 作曲：平井康三郎
上伊那郡飯島町
- 空の青に咲く未来[24] - 2001年（平成13年）10月27日制定

作詞：湯沢絵梨 補作・作曲：小椋桂
町制45周年記念。
上伊那郡南箕輪村
- 南箕輪村民の歌[25] - 1961年（昭和36年）6月15日制定

作詞：加藤明治 作曲：遠藤温子
上伊那郡中川村
- 中川村歌[26]

作詞：米山園枝 補作：戸枝ひろし 作曲：宇田とおる
上伊那郡宮田村
- 宮田村の歌

下伊那郡松川町
- まつかわOnDo! - 1996年（平成8年）発表

作詞・作曲：小坂明子
町制40周年を記念して作成された町民音頭。
下伊那郡高森町
- 高森町歌[28] - 1976年（昭和51年）10月30日制定

作詞：古林雪江 補作：池田寿一 作曲：小山清茂
町制20周年記念。
下伊那郡阿南町
- 阿南の歌[27]

作詞：西尾実 作曲：芥川也寸志
正式な町歌ではなく、下伊那教育会阿南支会会歌として作成されたものが慣例的に歌われている。
下伊那郡阿智村
- （不明）

下伊那郡平谷村
- 平谷音頭 - 1987年（昭和62年）発表

下伊那郡根羽村
- 根羽音頭

作詞：根羽同人会 作曲：市川昭介
下伊那郡下條村
- （不明）

下伊那郡売木村
- 売木音頭[27]

作詞：原光秋 作曲：堀田勇
下伊那郡天龍村
- （不明）

下伊那郡泰阜村
- ここがふるさと 〜夢ラララ〜

作詞：小畑操作曲： 作曲：清水智
村イメージソング。
下伊那郡喬木村
- 喬木村歌 - 1909年（明治42年）制定[27]

作詞：福沢青藍 作曲：長谷部巳津次郎
制定から100年以上の歴史を有する。
下伊那郡豊丘村
- 豊丘村歌[30] - 1982年（昭和57年）11月制定

作詞：川中島敏人 補作：池田寿一 作曲：市瀬太直
下伊那郡大鹿村
- （不明）

木曽郡上松町
- （不明）

木曽郡南木曽町
- （不明）

木曽郡木祖村
- 源流よ永遠に[31] - 2019年（令和元年）11月17日制定

作詞・作曲：雅音人
村制130周年記念。
- 森のしずく 〜Root of Hearts〜[32]

作詞・作曲：TAMIKO.
村イメージソング。
木曽郡王滝村
- （王滝村イメージソング） - 2008年（平成20年）発表[33]

木曽郡大桑村
- （不明）

木曽郡木曽町
- （不明）

東筑摩郡麻績村
- （不明）

東筑摩郡生坂村
- 生坂村歌

東筑摩郡山形村
- 山形村のうた - 2002年（平成14年）発表

東筑摩郡朝日村
- 山は大きく[34] - 1993年（平成5年）発表

作詞：上條恒彦 作曲：寺島尚彦
1993年に開催された信州博覧会で上演したミュージカル「朝日村ファンタジー」の序曲として作成された楽曲で、上演終了後も朝日村立朝日小学校を中心に愛唱され歌碑が建てられるなど村のシンボルソング的な扱いとなっている。
東筑摩郡筑北村
- （未制定）

本城村・坂北村・坂井村合併協議会では村歌について「新村において検討する」との申し合わせが行われているが、実現していない。
北安曇郡池田町
- （不明）

北安曇郡松川村
- 松川村賛歌[36] - 2019年（令和元年）10月25日制定

作詞：野田正彦、勝野幸子、白澤ゆき子、清水眞弓、須沢恭子 作曲: 須沢恭子
村制130周年記念。
北安曇郡白馬村
- （不明）

北安曇郡小谷村
- 小谷村の歌 - 1968年（昭和43年）制定

合併10周年記念。
埴科郡坂城町
- 坂城町の歌[37] - 2014年（平成26年）3月8日制定

作詞：朝倉修 作曲：安藤由布樹
町文化協会創立30周年記念。
上高井郡小布施町
- きらめいて小布施 - 2010年（平成22年）発表

作詞：塚田英夫 作曲：中野信一
町イメージソング。
上高井郡高山村
- 高山村歌 - 1980年（昭和55年）制定

村内の旧南志賀温泉が「信州高山温泉」へ改称されたことに伴い、2006年（平成18年）に開始の一部を改訂した。
下高井郡山ノ内町
- （不明）

下高井郡木島平村
- 栄行け木島平よ[38]

作詞：小出ふみ子 作曲：川崎祥悦
下高井郡野沢温泉村
- （不明）

ご当地ソングとして1930年（昭和5年）に発表された「野沢温泉小唄」（作詞：時雨音羽 作曲：中山晋平）がある。
上水内郡信濃町
- 信濃町民歌[39] - 1974年（昭和49年）9月17日制定

作詞：清水哲 補作：中条雅二 作曲：白鳥宗照ほか
上水内郡小川村
- 小川村村歌[40]

作詞：草野心平 作曲：小山清茂
- 小川讃歌[40]

作詞：倉田春木 作曲：奥村秀雄
村民愛唱歌。
上水内郡飯綱町
- （未制定）

町は町歌制定に否定的である。 
下水内郡栄村
- 栄村歌

作詞：伝田青磁 作曲：清水弥平
表題は「さかえそんか」でなく「さかえむらうた」と読む。

## 廃止された市町村歌
長野市
- 長野市歌（初代） - 19世紀末頃制定

市制施行記念。「日本最古の自治体歌」と言われる京都市の初代市歌と同時期に制定された。
- 長野市歌（2代目） - 1957年（昭和32年）4月30日制定

市制60周年記念。2代目の市歌である。
上田市
- 上田市歌 - 1937年（昭和12年）制定

作詞：新村安男 作曲：下総皖一
初代の市歌である。
- 上田市市歌 - 1952年（昭和27年）制定

作詞：山崎栄一 補作：西條八十 作曲：堀内敬三
2代目の市歌である。
中野市
中野市民歌 - 1955年（昭和30年）制定
作詞：山崎喜八郎 作曲：町田等
新設合併前の旧市の市歌である。
更埴市
- 更埴市歌 - 1965年（昭和40年）12月制定[44]

作詞：宮武淳 補作：勝承夫 作曲：飯田信夫
上高井郡豊丘村
- 豊丘村村歌 - 1911年（明治44年）11月制定

作詞：高野辰之 作曲：岡野貞一
上下高井郡で最初に作られた自治体歌である。
北安曇郡
- 北安曇郡歌 - 1903年（明治36年）制定[46]

作詞：浅井洌 作曲：早川喜左衛門
「信濃の国」の作詞者に依頼して作成された。